# Список играющих тренеров Национальной баскетбольной ассоциации

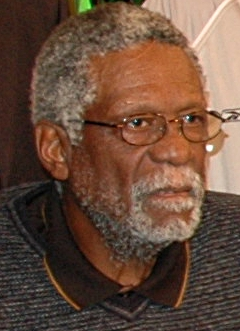
Билл Расселл выиграл два чемпионских титула, будучи играющим тренером «Бостон Селтикс».

Играющим тренером является член команды, который одновременно исполняет обязанности как игрока, так и тренера. За всю историю Национальной баскетбольной ассоциации было 40 игроков, исполнявших одновременно и обязанности главных тренеров в одно время. После того, как перед сезоном 1984/85 лига ввела потолок зарплаты, НБА запретило клубам нанимать играющих тренеров. Это правило было введено для того, чтобы избежать возможности того, что команды будут обходить потолок зарплат путём подписания игрока, как играющего тренера. Потому что зарплаты тренеров не учитываются в потолке.
Эд Садовски был первым играющим тренером в лиге. В дебютном сезоне БАА он выступал за «Торонто Хаскис», а также был первым главным тренером клуба. Бадди Дженнетт стал первым играющим тренером, завоевавшим чемпионский титул. В финале 1948 года его команда обыграла «Балтимор Буллетс». Кроме него, только Билл Расселл выигрывал чемпионский титул, будучи играющим тренером. Он является также единственным играющим тренером, завоевавшим несколько чемпионских титулов. Расселл стал главным тренером Бостон Селтикс в 1966 году, сменив на этом посту Рэда Ауэрбаха. Таким образом он стал первым афроамериканским тренером в истории лиги. На этой должности Расселл проработал три сезона, завоевав два чемпионских титула в 1968 и 1969 годах. Дэйв Дебуше стал самым молодым играющим тренером, заняв должность тренера «Детройт Пистонс» в 1964 году в возрасте 24 лет. Эту должность он занимал три сезона до 1967 года, когда полностью переключился на игровую карьеру. Последним играющим тренером в лиге стал Дэйв Коуэнс. Он руководил «Селтикс» в сезоне 1978/79, после чего оставил должность тренера и сфокусировался на карьере игрока.
Дольше всех играющим тренером был Ричи Герин — 372 игры. Он был играющим тренером «Сент-Луис/Атланта Хокс» на протяжении 5 сезонов: с 1964 по 1967 и с 1968 по 1970 год. Перед сезоном 1967/68 он прекратил играть и полностью сосредоточился на тренерской карьере. Однако, уже в следующем сезоне он возобновил игровую карьеру. Ленни Уилкенс — единственный играющий тренер, который работал на двух должностях в более чем одной команде. Он проработал играющим тренером три сезона в «Сиэтле Суперсоникс» и один сезон в «Портленд Трэйл Блэйзерс». Он также является единственным человеком, введённым в Зал славы баскетбола и как игрок, и как тренер. Кроме Уилкенса в баскетбольный Зал славы было введено 12 человек как игроки и 2 как тренера.
Уилкенс дольше всех в истории НБА занимал должность главного тренера. Кроме 4 сезонов, когда он был играющим тренером, он ещё 28 сезонов занимал пост тренера и выиграл чемпионат в 1979 году. Играющий тренер «Сан-Франциско Уорриорз» Эл Эттлз завершил игровую карьеру в 1971 году, но продолжал руководить «Уорриорз» ещё 12 сезонов, завоевав с клубом чемпионский титул в 1975 году. Алекс Ханнум, Рэд Хольцман и Кевин Логери занимали две должности менее одного сезона, однако позже работали главными тренерами более 10 лет. Ханнум проработал главным тренером 11 сезонов и выиграл два чемпионских титула с двумя разными командами. Хольцман руководил «Хокс» 4 сезона и 14 лет «Никс». Логери работал главным тренером шести клубов НБА на протяжении 18 лет. Уилкенс и Хольцман были названы среди 10 величайших тренеров в истории НБА. Уилкенс, Боб Коузи, Дэйв Коуэнс, Дэйв Дебуше, Боб Петтит, Билл Расселл и Дольф Шейес были включены в список 50 величайших игроков в истории НБА.

## Легенда
| И  | Количество игр                                           |
| В  | Побед                                                    |
| П  | Поражений                                                |
| %В | Процент побед                                            |
| ^  | Включен в Зал славы баскетбола как игрок                 |
| *  | Включен в Зал славы баскетбола как тренер                |
| ^* | Включен в Зал славы баскетбола и как игрок, и как тренер |

## Играющие тренеры
| Играющий тренер | Команда {ы) в которой играл и тренировал  | Года                | И                    | В                    | П                    | %В                   | И        | В        | П        | %В       | Выиграно чемпионских титулов | Награды                                                                                             | Прим.                       |
| Играющий тренер | Команда {ы) в которой играл и тренировал  | Года                | Регулярный чемпионат | Регулярный чемпионат | Регулярный чемпионат | Регулярный чемпионат | Плей-офф | Плей-офф | Плей-офф | Плей-офф | Выиграно чемпионских титулов | Награды                                                                                             | Прим.                       |
| --------------- | ----------------------------------------- | ------------------- | -------------------- | -------------------- | -------------------- | -------------------- | -------- | -------- | -------- | -------- | ---------------------------- | --------------------------------------------------------------------------------------------------- | --------------------------- |
| Ричи Герин      | Сент-Луис Хокс Атланта Хокс               | 1964-1967 1968-1970 | 372                  | 199                  | 173                  | .535                 | 43       | 21       | 22       | .488     | —                            | главный тренер матча всех звёзд (1969, 1970)                                                        | [ 23 ] [ 24 ] [ 25 ] [ 26 ] |
| Ленни Уилкенс^* | Сиэтл Суперсоникс Портленд Трэйл Блэйзерс | 1969-1972 1974/1975 | 328                  | 159                  | 169                  | .485                 | —        | —        | —        | —        | —                            | матч всех звёзд (1969, 1971) MVP матча всех звёзд (1971)                                            | [ 16 ] [ 27 ]               |
| Пол Сеймур      | Сиракьюс Нэшнлз                           | 1956-1960           | 279                  | 155                  | 124                  | .556                 | 20       | 9        | 11       | .450     | —                            | —                                                                                                   | [ 28 ] [ 29 ]               |
| Эл Керви^       | Сиракьюс Нэшнлз                           | 1949-1953           | 267                  | 170                  | 90                   | .637                 | 27       | 13       | 14       | .481     | —                            | сборная всех звёзд (1950) главный тренер матча всех звёзд (1952)                                    | [ 30 ] [ 31 ] [ 32 ]        |
| Билл Расселл^   | Бостон Селтикс                            | 1966-1969           | 245                  | 162                  | 83                   | .661                 | 46       | 28       | 16       | .609     | 2 (1968, 1969)               | сборная всех звёзд (1968, 1969) сборная всех звёзд защиты (1969) матч всех звёзд (1967, 1968, 1969) | [ 33 ] [ 34 ]               |
| Дэйв Дебуше^    | Детройт Пистонс                           | 1964-1967           | 222                  | 79                   | 143                  | .356                 | —        | —        | —        | —        | —                            | матч всех звёзд (1966, 1967)                                                                        | [ 35 ] [ 36 ]               |
| Бадди Дженнетт^ | Балтимор Буллетс[d]                       | 1947-1950           | 176                  | 82                   | 94                   | .466                 | 15       | 10       | 5        | .667     | 1 (1948)                     | сборная всех звёзд БАА (1948)                                                                       | [ 37 ] [ 38 ]               |
| Бобби Уонзер^   | Рочестер/Цинциннати Роялз                 | 1955-1957           | 144                  | 62                   | 82                   | .431                 | —        | —        | —        | —        | —                            | матч всех звёзд (1956) главный тренер матча всех звёзд (1957)                                       | [ 39 ] [ 40 ] [ 41 ]        |
| Карл Браун      | Нью-Йорк Никс                             | 1959-1961           | 127                  | 40                   | 87                   | .315                 | —        | —        | —        | —        | —                            | —                                                                                                   | [ 42 ] [ 43 ]               |
| Эл Эттлс        | Сан-Франциско Уорриорз                    | 1970-1971           | 112                  | 49                   | 63                   | .438                 | 5        | 1        | 4        | .200     | —                            | —                                                                                                   | [ 17 ] [ 44 ]               |
| Боб Коузи^      | Рочестер Роялз                            | 1969/1970           | 82                   | 36                   | 46                   | .439                 | —        | —        | —        | —        | —                            | —                                                                                                   | [ 45 ] [ 46 ]               |
| Дольф Шейес^    | Филадельфия 76                            | 1963/1964           | 80                   | 34                   | 46                   | .425                 | 5        | 2        | 3        | .400     | —                            | —                                                                                                   | [ 47 ] [ 48 ]               |
| Эндрю Ливейн    | Милуоки Хокс                              | 1952/1953           | 71                   | 27                   | 44                   | .380                 | —        | —        | —        | —        | —                            | —                                                                                                   | [ 49 ] [ 50 ]               |
| Боб Фирик       | Вашингтон Кэпитолс                        | 1949/1950           | 68                   | 32                   | 36                   | .471                 | 2        | 0        | 2        | .000     | —                            | —                                                                                                   | [ 51 ] [ 52 ]               |
| Дэйв Коуэнс^    | Бостон Селтикс                            | 1978/1979           | 68                   | 27                   | 41                   | .397                 | —        | —        | —        | —        | —                            | —                                                                                                   | [ 53 ] [ 54 ]               |
| Эд Маколи^      | Сент-Луис Хокс                            | 1958/1959           | 62                   | 43                   | 19                   | .694                 | 6        | 2        | 4        | .333     | —                            | главный тренер матча всех звёзд (1959)                                                              | [ 55 ] [ 56 ] [ 57 ]        |
| Джимми Дарден   | Денвер Наггетс[e]                         | 1949/1950           | 62                   | 51                   | 41                   | .177                 | —        | —        | —        | —        | —                            | —                                                                                                   | [ 58 ] [ 59 ]               |
| Грэди Льюис     | Сент-Луис Бомберс                         | 1948/1949           | 60                   | 29                   | 31                   | .483                 | 2        | 0        | 2        | .000     | —                            | —                                                                                                   | [ 60 ] [ 61 ]               |
| Кёрли Армстронг | Форт-Уэйн Пистонс                         | 1948/1949           | 54                   | 22                   | 32                   | .407                 | —        | —        | —        | —        | —                            | —                                                                                                   | [ 62 ] [ 63 ]               |
| Том Маршалл     | Рочестер Роялз                            | 1958/1959           | 54                   | 16                   | 38                   | .296                 | —        | —        | —        | —        | —                            | —                                                                                                   | [ 64 ] [ 65 ]               |
| Майк Тодорович  | Три-Ситис Блэкхокс                        | 1950/1951           | 42                   | 14                   | 28                   | .333                 | —        | —        | —        | —        | —                            | —                                                                                                   | [ 66 ] [ 67 ]               |
| Бобби Леонард   | Чикаго Зефирс                             | 1962/1963           | 42                   | 13                   | 29                   | .310                 | —        | —        | —        | —        | —                            | —                                                                                                   | [ 68 ] [ 69 ]               |
| Дик Макгуайр^   | Детройт Пистонс                           | 1959/1960           | 41                   | 17                   | 24                   | .415                 | 2        | 0        | 2        | .000     | —                            | —                                                                                                   | [ 70 ] [ 71 ]               |
| Фред Сколари    | Балтимор Буллетс[d]                       | 1951/1952           | 39                   | 12                   | 27                   | .308                 | —        | —        | —        | —        | —                            | матч всех звёзд (1952)                                                                              | [ 72 ] [ 73 ]               |
| Хоуи Шульц      | Андерсон Пэкерс[f]                        | 1949/1950           | 35                   | 21                   | 14                   | .600                 | —        | —        | —        | —        | —                            | —                                                                                                   | [ 74 ] [ 75 ]               |
| Боунс Маккинни  | Вашингтон Кэпитолс                        | 1950/1951           | 35                   | 10                   | 25                   | .286                 | —        | —        | —        | —        | —                            | —                                                                                                   | [ 76 ] [ 77 ]               |
| Чарли Шипп      | Уотерлу Хокс[g]                           | 1949/1950           | 35                   | 8                    | 27                   | .229                 | —        | —        | —        | —        | —                            | —                                                                                                   | [ 78 ] [ 79 ]               |
| Алекс Ханнум*   | Сент-Луис Хокс                            | 1957                | 31                   | 15                   | 16                   | .484                 | 12       | 8        | 4        | .667     | —                            | —                                                                                                   | [ 18 ] [ 80 ]               |
| Кевин Логери    | Филадельфия 76                            | 1973                | 31                   | 5                    | 26                   | .161                 | —        | —        | —        | —        | —                            | —                                                                                                   | [ 20 ] [ 81 ]               |
| Уолт Будко      | Балтимор Буллетс[d]                       | 1951                | 29                   | 10                   | 19                   | .345                 | —        | —        | —        | —        | —                            | —                                                                                                   | [ 82 ] [ 83 ]               |
| Нэт Хики        | Провиденс Стимроллерс                     | 1948                | 29                   | 4                    | 25                   | .138                 | —        | —        | —        | —        | —                            | —                                                                                                   | [ 84 ] [ 85 ]               |
| Джек Смайли     | Уотерлу Хокс[g]                           | 1950                | 27                   | 11                   | 16                   | .407                 | —        | —        | —        | —        | —                            | —                                                                                                   | [ 86 ] [ 87 ]               |
| Рэд Хольцман*   | Милуоки Хокс                              | 1954                | 26                   | 10                   | 16                   | .385                 | —        | —        | —        | —        | —                            | —                                                                                                   | [ 19 ] [ 88 ]               |
| Брюс Хейл       | Индианаполис Джетс                        | 1948                | 17                   | 4                    | 13                   | .235                 | —        | —        | —        | —        | —                            | —                                                                                                   | [ 89 ] [ 90 ]               |
| Эд Садовски     | Торонто Хаскис                            | 1946                | 12                   | 3                    | 9                    | .250                 | —        | —        | —        | —        | —                            | —                                                                                                   | [ 91 ] [ 92 ]               |
| Слейтер Мартин^ | Сент-Луис Хокс                            | 1957                | 8                    | 5                    | 3                    | .625                 | —        | —        | —        | —        | —                            | сборная всех звёзд (1957) матч всех звёзд (1957)                                                    | [ 93 ] [ 94 ]               |
| Боб Петтит^     | Сент-Луис Хокс                            | 1962                | 6                    | 4                    | 2                    | .667                 | —        | —        | —        | —        | —                            | сборная всех звёзд (1962) матч всех звёзд (1962) MVP матча всех звёзд (1962)                        | [ 95 ] [ 96 ]               |
| Джонни Логан    | Три-Ситис Блэкхокс                        | 1950                | 3                    | 2                    | 1                    | .667                 | —        | —        | —        | —        | —                            | —                                                                                                   | [ 97 ] [ 98 ]               |
| Дик Фицжеральд  | Торонто Хаскис                            | 1946                | 3                    | 2                    | 1                    | .667                 | —        | —        | —        | —        | —                            | —                                                                                                   | [ 99 ] [ 100 ]              |
| Терри Дишингер  | Детройт Пистонс                           | 1971                | 2                    | 0                    | 2                    | .000                 | —        | —        | —        | —        | —                            | —                                                                                                   | [ 101 ] [ 102 ]             |

## Заметки
- d 1 2 3  Клуб «Балтимор Буллетс» обанкротился в 1954 году[103] и никак не связан с «Вашингтон Уизардс», которая выступала под названиями «Балтимор/Кэпитал/Вашингтон Буллетс» с 1963 по 1997 год.[104]
- e  Клуб «Денвер Наггетс» обанкротился в 1950 году[105] и не имеет никакого отношения к современной команде «Денвер Наггетс», основанной в 1967 году.[106]
- f  Клуб «Андерсон Пэкерс» обанкротился в 1950 году[107] и не имеет никакого отношения к современному клубу «Вашингтон Уизардс», выступавшем под названием «Чикаго Пэкерс» с 1961 по 1962 год.[104]
- g 1 2  Клуб «Ватерлоу Хокс» обанкротился в 1950 году[108] и не имеет никакого отношения к современной команде «Атланта Хокс», выступавшей под названием «Милуоки/Сент-Луис Хокс» с 1951 по 1968 год.[109]